# Joachim Schaper
Joachim Schaper  (* 1965) ist ein deutscher evangelischer Theologe.

## Leben
Joachim Schaper studierte Evangelische Theologie, Philosophie und Assyriologie an der Universität Tübingen und Theologie an der Universität Cambridge. Er promovierte in Cambridge 1993 mit einer Arbeit über Eschatologie im griechischen Psalter und habilitierte sich 1998 in Tübingen mit einer Untersuchung zur Geschichte des Priestertums im alten Israel (Priester und Leviten im achämenidischen Juda). Er war wissenschaftlicher Mitarbeiter am Clare College der Universität Cambridge, lehrte von 1999 bis 2005 als Privatdozent im Fach Altes Testament an der Universität Tübingen und wurde 2002 von der Deutschen Forschungsgemeinschaft (DFG) mit dem Heisenberg-Stipendium ausgezeichnet. 2005 kam er als Reader im Alten Testament nach Aberdeen, wurde 2006 zum Personal Chair (Lehrstuhl für Hebräisch, Altes Testament und Frühjüdische Studien) ernannt und wechselte 2012 auf dem  Chair of Hebrew and Semitic Languages. Er war von 2016 bis 2019 Präsident der International Organization for the Study of the Old Testament (IOSOT) und leitete im August 2019 den 23. IOSOT-Kongress, der an der Universität Aberdeen stattfand.

## Schriften (Auswahl)
- Eschatology in the Greek psalter. Mohr, Tübingen 1995, ISBN 3-16-146434-6.
- Priester und Leviten im achämenidischen Juda. Studien zur Kult- und Sozialgeschichte Israels in persischer Zeit. Tübingen 2000, ISBN 3-16-147409-0.
- „Wie der Hirsch lechzt nach frischem Wasser“. Studien zu Psalm 42,43 in Religionsgeschichte, Theologie und kirchlicher Praxis. Neukirchen-Vluyn 2004, ISBN 3-7887-2032-8.
- als Herausgeber: Die Textualisierung der Religion. Tübingen 2009, ISBN 978-3-16-149730-8.